# Anabathron contabulata
Anabathron contabulata är en snäckart som beskrevs av Georg von Frauenfeld 1867. Anabathron contabulata ingår i släktet Anabathron och familjen Rissoidae. Inga underarter finns listade i Catalogue of Life.